# Hedyleptopsis flava
Hedyleptopsis flava är en fjärilsart som beskrevs av Munroe 1960. Hedyleptopsis flava ingår i släktet Hedyleptopsis och familjen Crambidae. Inga underarter finns listade i Catalogue of Life.